# 李守貞 (萬曆進士)
李守貞（1554年—？年），字原智，號涵一，直隸真定府定州人，民籍。

## 生平
甲寅年九月二十九日生，行五，治《詩經》，由國子生中式萬曆七年（1579年）己卯科順天府鄉試一百十四名舉人，年三十三歲中式萬曆十四年（1586年）丙戌科會試二百九十名，第三甲第二百五十八名進士。戶部觀政，十五年授山東沂水縣知縣，十七年調繁滋陽縣，二十一年擢升刑部主事，二十二年告病。二十五年補户部主事，本年管象房草场，二十六年山東、河南监兑，二十七年升员外郎，本年升户部郎中，誥封奉政大夫，永平管粮，三十二年养病，三十三年京察闲住。

## 家族
曾祖李輝，教諭；祖李鏜，主簿；父李楫；母墨氏；生母方氏。永感下，妻顧氏，兄守謙；守經（生員）；守誠；守信。
子李云鹏，武举人。李云鲸，丙午举人，任星子县知县。李云鰲，庠生。